# Duvanjsko polje
Duvanjsko polje je krško polje u jugozapadnom dijelu Bosne i Hercegovine.  
Zajedno s okolnim krškim poljima (Livanjsko, Kupreško, Glamočko) čini sustav krških polja visokog dijela jugozapadne Bosne i Hercegovine. Ima oblik spljoštenog romba s malim produžetkom prema sjeveru, odnosno prema kanjonu Šujice. U blizini Duvanjskog polja visoravni nalazi se i Buško jezero (7 km). Polje je nastalo u davna geološka vremena tektonskim spuštanjem tla, a potom jezerskim taloženjem. Tako su nastale velike naslage ugljena na prostoru Kongore, Eminova Sela, Vučipolja nanosima stalnih ili povremenih vodotoka. Polje je prekriveno 2000 metara debelim nanosima iz razdoblja neogena. Bez tih neogenskih naslaga Duvanjsko polje nalazilo bi se niže od razine mora i bilo bi kriptodepresija na 1100 metara nadmorske visine. Dno polja nije vapnenačka zaravan. Gravimetrijska mjerenja su pokazala da su na malim udaljenostima zapažena razlike u visini dna od 150 metara. 
Nadmorska visina polja varira između 860 i 900 m. Niže je od Kupreškog polja (1100 – 1200 m), a više od Livanjskog polja (709 – 808 m). Dugo je 20 km (Mesihovina – Mokronoge), široko 12 km (Brišnik – Mandino Selo). Površina mu je 125 km². Brojnim podzemnim pukotinama u kršu voda s Duvanjskog polja otječe prema bazenu Cetine. Tijekom visokih vodostaja, osobito potkraj zime polje je često poplavljeno. U Duvanjskom polju postoje naslage lignita.
Starija historiografija pretpostavlja da je krunidba kralja Tomislava bila na Duvanjskom polju, iako o tom događaju nema suvremenih zapisa. Taj zaključak izveden je iz Ljetopisa popa Dukljanskog koji opisuje krunidbu kralja Svatopluka (Budimira u kasnijoj verziji kronike) i sabor održan u polju u Dalmi. Neki povjesničari iz 19. stoljeća teoretizirali su da su Tomislav i Svatopluk ista osoba ili je autor pogriješio oko imena kralja.